# Dorcadion tebrisicum
Dorcadion tebrisicum är en skalbaggsart som beskrevs av Plavilstshikov 1951. Dorcadion tebrisicum ingår i släktet Dorcadion och familjen långhorningar.
Artens utbredningsområde är Iran. Inga underarter finns listade i Catalogue of Life.